# エディ・フライアーソン
エディ・フライアーソン（Eddie Frierson、1959年11月22日 -）は、アメリカ合衆国俳優、声優（ボイスオーバーアーティスト）、脚本家。マシューソン財団代表。声種はバリトン。

## 概要
オハイオ州アクロンで生まれ、カリフォルニア州シャーマンオークス、テネシー州ナッシュビルで育つ。ヒルウッド高校を経てカリフォルニア大学ロサンゼルス校で劇場の学位を取得。
別名はクリスティ・マシューソン(Christy Mathewson)。一部の出演作品では名前をエリック・フライアーソン(Eric Frierson)と誤記されていた。
1984年から野球選手のクリスティ・マシューソンの研究を開始し、彼を題材とした舞台を演じ続けている。

## 出演作品

### テレビアニメ
1985年
- Captain Harlock and The Queen of a Thousand Years（ニュースレポーター）
- ロボテック（リン・ケイル）
- ワンワン三銃士（アラミス）

1989年
- ドラゴンボール（天津飯）※ハーモニーゴールド USA版
- The Return of Dogtanian（アラミス）

1990年
- 赤い光弾ジリオン（デイブ）

1994年
- Jin Jin and the Panda Patrol

1995年
- 宇宙の騎士テッカマンブレード

1997年
- 神秘の世界エルハザード（水原誠）
- ストリートファイターII V※マンガ・エンターテイメント版

1998年
- ふしぎ遊戯

1999年
- 異次元の世界エルハザード（水原誠）
- カウボーイビバップ
- 新・天地無用!（藤沢先生）
- serial experiments lain（JJ）
- 北斗の拳
- 星方武侠アウトロースター
- デジモンアドベンチャー（デラモン）
- バトルアスリーテス大運動会

2000年
- ダイノゾーズ（ジェイク）
- デュアル!ぱられルンルン物語
- トライガン（客）

2001年
- 怪盗セイント・テール（及川）
- ゲートキーパーズ（学生）

2002年
- ああっ女神さまっ 小っちゃいって事は便利だねっ（ネズミ）
- 風まかせ月影蘭（徳治）

2004年
- はじめの一歩（鷹村守）

2005年
- 今日からマ王!（ダカスコス、アルフォード）
- 攻殻機動隊 S.A.C. 2nd GIG

2006年
- ノエイン もうひとりの君へ（アトリ）
- はじめの一歩 : チャンピオンロード（鷹村守）
- MÄR -メルヘヴン-（エドワード、ギロム）

### 劇場アニメ
1989年
- AKIRA※ストリームライン版
- 天空の城ラピュタ（アンリ）※全日空版
- ドラゴンボール 摩訶不思議大冒険（天津飯）

1992年
- ゴキブリたちの黄昏
- ゴルゴ13（ゴールド）

1996年
- 魔女の宅急便（トンボ）※ストリームライン版

1998年
- 魔女の宅急便（※ディズニー版）

1999年
- 機動戦士ガンダム（カイ・シデン）
- 機動戦士ガンダムII 哀・戦士編（カイ・シデン）
- 機動戦士ガンダムIII めぐりあい宇宙編（カイ・シデン）

2000年
- 天空の城ラピュタ※ディズニー版

2001年
- AKIRA（竹山）※クリスティ・マシューソン名義
- ラーマーヤナ ラーマ王子伝説（アンガダ、マーリーチャ）

2002年
- 機動戦士ガンダム 第08MS小隊 ミラーズ・リポート（エレドア・マシス）

2003年
- エリシウム

2004年
- ストリートファイターII MOVIE（ケン・マスターズ）

2005年
- チキン・リトル

2006年
- おさるのジョージ
- バーンヤード（犬）

2007年
- シュレック3（ADRループグループ）
- ビー・ムービー（ADRループグループ）

2009年
- プリンセスと魔法のキス

2010年
- 塔の上のラプンツェル

2012年
- コクリコ坂から
- シュガー・ラッシュ
- パラノーマン ブライス・ホローの謎
- モンスター・ホテル

2013年
- アナと雪の女王
- くもりときどきミートボール2 フード・アニマル誕生の秘密

### OVA
1987年
- 魔法のプリンセス ミンキーモモ 夢の中の輪舞（モチャ）
- メガゾーン23 PARTII 秘密く・だ・さ・い

1991年
- 赤い光弾ジリオン 歌姫夜曲（デイブ）
- ロボットカーニバル

1992年
- 3×3EYES（藤井八雲）

1995年
- クライング フリーマン（チェン）
- ジャイアントロボ THE ANIMATION -地球が静止する日（乗組）※VHS版
- 神秘の世界エルハザード（水原誠）
- バビル2世

1997年
- GATCHAMAN（大鷲の健）
- 3×3EYES 〜聖魔伝説〜（藤井八雲）

1998年
- ゴルゴ13〜QUEEN BEE〜
- 神秘の世界エルハザード2（水原誠）

1999年
- 機動戦士ガンダム 第08MS小隊（エレドア・マシス）
- ザ・コクピット
- ワイルド7（草波勝）

2000年
- ふしぎ遊戯
- ふしぎ遊戯2

2003年
- .hack//Liminality

2004年
- キカイダー01 THE ANIMATION（ブルーハカイダー）
- 戦闘妖精雪風（リチャード・バーガディッシュ）

2007年
- ロボテック シャドークロニクル（ルイ・ニコルズ）

2008年
- リトル・マーメイドIII はじまりの物語（ADRループグループ）

### 特撮
1994年
- バーチャル戦士トゥルーパーズ（ガンスリンガーの声、ロールボットの声）
- パワーレンジャー（オクトファントムの声、ウェルドの声）

1995年
- パワーレンジャー（ブルー・グローバーの声）※ノンクレジット

1996年
- パワーレンジャー・ジオ（メカナイザーの声）※ノンクレジット

1997年
- パワーレンジャー・ターボ（テラーテウスの声）※ノンクレジット

1999年
- パワーレンジャー・ロスト・ギャラクシー（アイロナイトの声）

2000年
- パワーレンジャー・ライトスピード・レスキュー（ストラックニングの声）

2001年
- パワーレンジャー・タイムフォース（フラックスの声）

### ゲーム
1993年
- スタートレック ジャッジメント・ライツ（カイル、ルーカス、ロミュラン人）

1998年
- ドラゴンボール FINAL BOUT（トランクス、フリーザ）
- ブシドーブレード弐

2001年
- バウンサー
- パワーレンジャー・タイムフォース（フラックス）

2002年
- メダル・オブ・オナー アライドアサルト
- メダル・オブ・オナー 史上最大の作戦

2003年
- .hack//感染拡大 Vol.1
- .hack//悪性変異 Vol.2
- .hack//侵食汚染 Vol.3

2004年
- エースコンバット5 ジ・アンサング・ウォー（アルヴィン・H・ダヴェンポート）
- .hack//絶対包囲 Vol.4

2007年
- メダル・オブ・オナー エアボーン

### 吹き替え
1999年
- ブラック・マスク 黒侠

2004年
- 少林サッカー

### 実写映画
1990年
- ゴーイング・アンダー（バーの男）

1994年
- Bigfoot: The Unforgettable Encounter（ビッグフットの声）

1996年
- ダークブリード（エイリアンの声）

1997年
- Commandments（ADRループグループ）
- ワイルド・ガン（声）

1998年
- ドクター・ドリトル（スカンクの声）
- 僕らのセックス、隣の愛人（その他の声）

2000年
- Her Married Lover（その他の声）
- The View from the Swing（ADRループグループ）

2001年
- チョコレート（ADRループグループ）
- バクテリア・ウォーズ（その他の声）

2002年
- Dead Above Ground（ADRループグループ）
- ノット・ア・ガール（ADRループグループ）

2004年
- 最高のともだち（ADRループグループ）
- ドーン・オブ・ザ・デッド（ルーピング）
- ビッグ・バウンス（ADRループグループ）

2005年
- レーシング・ストライプス（その他の声）

2006年
- トラブル・マリッジ カレと私とデュプリーの場合（ADRループグループ）
- デスティニー 未来を知ってしまった男（ADRループグループ）
- ボビー（ADRループグループ）
- Broken Bridges（ループグループ）

2007年
- Shoot 'Em Up*（ADRループグループ）

2008年
- チョーク（ADRループグループ）
- マックス・ペイン（声）

2009年
- Calvin Marshall（ADRグループ）
- クレイジー・ハート（ループグループ）

2010年
- かぞくはじめました（スポーツアナウンサーの声）
- ダブル・ミッション（その他の声）
- 妖精ファイター（声）

2011年
- カワイイ私の作り方 全米バター細工選手権!（声）
- マネーボール（ラジオの司会者）
- ミッション: 8ミニッツ（ADRループグループ）

2013年
- ウォルト・ディズニーの約束（ループグループ）
- ザ・コール 緊急通報指令室（その他の声）

2015年
- ニュースの真相（ループグループボイス）

2016年
- インデペンデンス・デイ: リサージェンス（その他の声）
- 最後の追跡（ループグループ）
- ベン・ハー（声の出演）

### オリジナルビデオ
2006年
- Bachelor Party Vega（ADRループグループ）

2012年
- A Christmas Story 2（ADRループグループ）

### テレビドラマ
1988年
- チアーズ（野球選手）

1999年
- プロファイラー犯罪心理分析官（デュアン・フルマー）

2008年
- Wildfire（レースアナウンサー）

2010年
- ユーリカ 〜事件です!カーター保安官〜（ラジオ・アナウンサーの声）

2012年
- Ben & Kate（ベンとケイトの父親）

### 舞台
1996年
- マティ、クリスティ・マシューソンの夕べ（クリスティ・マシューソン）